# Championnat de France de softball féminin
Le Championnat de France de softball féminin aussi nommé Division 1 est une compétition annuelle mettant aux prises les 9 meilleurs clubs de softball en France. Créée en 1977, sous l'égide de la Fédération française de baseball et softball. Les équipes dominant le palmarès sont les Cavigal Nice sports baseball (17 titres), les Comanches de Toulon (8) et FJEP Meysieu (2). Les tenants du titre sont les Comanches de Toulon qui ont remporté la finale 2017, soit leur 10e titre de France, leur 10e titre d'affilée et leur 10e titre lors des 10 dernières éditions.

## Histoire
Le championnat de France de softball féminin est créé en 1977, sous l'égide de la Fédération française de baseball et softball. Le premier titre de champion de France est décerné à l'équipe de St Germain en Laye. Pendant près de 30 ans avec quelques années sans titre, l'équipe de Nice à la mainmise sur le championnat avec tout d'abord le Nice université club, suivi par le Woody's Nice et les Nice Dynamic’s. En 1988, le club est absorbé par le Cavigal Nice sports baseball. Ce dernier gagne successivement le championnat entre 1991 et 2005, restant le club le plus titré de l'hexagone. Cette suprématie est stoppée en 2007 par le BAT Paris qui s'impose face au Comanches de Toulon. L'année suivante, les Comanches de Toulon imposent leur supériorité, dominant le softball français avec 8 titres consécutifs de 2008 à 2015. En 2015, le Championnat de France passe de 8 à 6 équipes : Contes, l'équipe du Pole France, Grenoble, Meyzieu, Paris BCF et Toulon.

## Palmarès
| #  | Date                  | Vainqueur                       | Score                                     | Finaliste                       | Lieu                                          | Spectateurs |
| -- | --------------------- | ------------------------------- | ----------------------------------------- | ------------------------------- | --------------------------------------------- | ----------- |
| 1  | 1977                  | Saint Germain en Laye           |                                           | ?                               |                                               |             |
| 2  | 1978                  | Nice université club            |                                           | ?                               |                                               |             |
| 3  | 1979                  | Woody's Nice                    |                                           | Paris Université Club           |                                               |             |
| 4  | 1980                  | Woody's Nice                    |                                           | FJEP Meyzieu                    |                                               |             |
| 5  | 1981                  | Woody's Nice                    |                                           | FJEP Meyzieu                    | Stade des Servizières, Meyzieu                |             |
| 6  | 1982                  | FJEP Meysieu                    |                                           | Thiais                          |                                               |             |
| 7  | 1983                  | FJEP Meysieu                    |                                           | Paris Université Club           |                                               |             |
| 8  | 1984                  | Woody's Nice                    |                                           | FJEP Meyzieu                    | Stade des Servizières, Meyzieu                |             |
| 9  | 1985                  | Paris Université Club           |                                           | FJEP Meyzieu                    |                                               |             |
| 10 | 1986                  | Nice Dynamic’s                  |                                           | Paris Université Club           |                                               |             |
| 11 | 1987                  | Paris Université Club           |                                           | Nice Dynamic’s                  |                                               |             |
| 12 | 1988                  | Nice Dynamics                   |                                           | Lions de Savigny-sur-Orge       |                                               |             |
| 13 | 1989                  | Cavigal Nice sports baseball    |                                           | Lions de Savigny-sur-Orge       |                                               |             |
| 14 | 1990                  | Lions de Savigny-sur-Orge       |                                           | Cavigal Nice                    |                                               |             |
| 15 | 1991                  | Cavigal Nice sports baseball    |                                           | Lions de Savigny-sur-Orge       |                                               |             |
| 16 | 1992                  | Cavigal Nice sports baseball    |                                           | Lions de Savigny-sur-Orge       |                                               |             |
| 17 | 1993                  | Cavigal Nice sports baseball    |                                           | ?                               |                                               |             |
| 18 | 1994                  | Cavigal Nice sports baseball    |                                           | ASUL Lyon                       |                                               |             |
| 19 | 1995                  | Cavigal Nice sports baseball    |                                           | ASUL Lyon                       |                                               |             |
| 20 | 1996                  | Cavigal Nice sports baseball    |                                           | BAT Paris                       |                                               |             |
| 21 | 1997                  | Cavigal Nice sports baseball    |                                           | BAT Paris                       |                                               |             |
| 22 | 1998                  | Cavigal Nice sports baseball    |                                           | BAT Paris                       | Stade la plaine des Sports, Nice              |             |
| 23 | 1999                  | Cavigal Nice sports baseball    |                                           | Lyon Golden Heads               |                                               |             |
| 24 | 2000                  | Cavigal Nice sports baseball    | 07 – 01                                   | BAT Paris                       | Lyon                                          |             |
| 25 | 2001                  | Cavigal Nice sports baseball    | 09 – 04                                   | BAT Paris                       | Ronchin                                       |             |
| 26 | 2002                  | Cavigal Nice sports baseball    | 08 – 04                                   | Lyon Diamonds                   | Montry                                        |             |
| 27 | 2003                  | Cavigal Nice sports baseball    | 05 – 04                                   | BAT Paris                       | Lunéville                                     |             |
| 28 | 2004                  | Cavigal Nice sports baseball    | 07 – 00                                   | ASUL Diamonds Baseball-Softball | Pessac                                        |             |
| 29 | 2005                  | Cavigal Nice sports baseball    | 03 – 00                                   | BAT Paris                       | Chaumont                                      |             |
| 30 | 3 septembre 2006      | Cavigal Nice sports baseball    | 02 – 01                                   | BAT Paris                       | Stade la plaine des Sports, Nice              |             |
| 31 | 29 septembre 2007     | BAT Paris                       | 05 – 01                                   | Comanches de Toulon             | Le Thillay                                    |             |
| 32 | 12 octobre 2008       | Comanches de Toulon             | 04 – 00                                   | BAT Paris                       | Le Thillay                                    |             |
| 33 | 4 octobre 2009        | Comanches de Toulon             | 15 – 00                                   | Tigers de Thiais                | Stade Estublier, Toulon                       |             |
| 34 | 26 septembre 2010     | Comanches de Toulon             | 08 – 01                                   | Devils de Bron Saint-Priest     | Lyon                                          |             |
| 35 | 18 septembre 2011     | Comanches de Toulon             | 10 – 00                                   | Tigers de Thiais                | Parc des sports du Moulin à vent, Perpignan   |             |
| 36 | 30 septembre 2012     | Comanches de Toulon             | 12 – 00                                   | Cards de Meyzieu                | Terrain de Revaison, Bron                     |             |
| 37 | 4 août 2013           | Comanches de Toulon             | 12 – 01                                   | Cards de Meyzieu                | Stade Léo-Lagrange, Toulon                    |             |
| 38 | 28 septembre 2014     | Comanches de Toulon             | 12 – 00                                   | BCF Paris                       | Complexe sportif du Vallon du Soleil, La Crau |             |
| 39 | 28 septembre 2015     | Comanches de Toulon             | 09 – 00                                   | BCF Paris                       | Stade La Tana, Contes                         |             |
| 40 | 17 septembre 2016     | Comanches de Toulon             | 11 - 01 / 12 - 05                         | Pole France                     | CREPS Boulouris , Saint-Raphaël               |             |
| 41 | 24 septembre 2017     | Comanches de Toulon             | 08 - 01 / 11 - 01                         | Pole France                     | CREPS Boulouris , Saint-Raphaël               |             |
| 42 | 29 septembre 2018     | Comanches de Saint-Raphaël      | 10 - 0 / 3 - 4 / 9 - 2                    | Pharaonnes d'Evry-Courcouronnes | CREPS Boulouris, Saint-Raphaël                |             |
| 43 | 5 et 6 octobre 2019   | Comanches de Saint-Raphaël      | 8 - 5 / 6 - 0                             | Pharaonnes d'Evry-Courcouronnes | CREPS Boulouris, Saint-Raphaël                |             |
|    | 2020                  | Pas de championnat (COVID-19)   |                                           |                                 |                                               |             |
| 44 | 2021                  | Comanches de Saint-Raphaël      | Championnat réduit à 5 équipes (COVID-19) |                                 |                                               |             |
| 45 | 15 et 16 octobre 2022 | Pharaonnes d'Evry-Courcouronnes | 8 - 7 / 6 - 7 / 16 - 10                   | Comanches de Saint-Raphaël      | Evry-Courcouronens                            |             |
| 46 | 7 et 8 octobre 2023   | Grizzlys de Grenoble            | 3 - 2 / 13 - 10                           | Pharaonnes d'Evry-Courcouronnes | Terrain des Grizzlys, Meylan                  |             |

## Bilans

### Depuis 1977
Le tableau suivant liste les clubs vainqueurs du championnat de France, le nombre de titres remportés et les années correspondantes.
| Rang | Club                                | Titres | Années                                                                                                 |
| ---- | ----------------------------------- | ------ | --- |
| 1    | Cavigal Nice sports baseball        | 17     | 1989, 1991, 1992, 1993, 1994, 1995, 1996, 1997, 1998, 1999, 2000, 2001, 2002, 2000, 2000, 2005 et 2006 |
| 2    | Comanches de Toulon - Saint-Raphaël | 13     | 2008, 2009, 2010, 2011, 2012, 2013, 2014, 2015, 2016, 2017, 2018, 2019 et 2021                         |
| 3    | Woody's Nice                        | 4      | 1979, 1980, 1981 et 1984                                                                               |
| 4    | Paris Université Club               | 2      | 1985 et 1987                                                                                           |
| 5    | FJEP Meysieu                        | 1      | 1982 et 1983                                                                                           |
| 6    | BAT Paris                           | 1      | 2007                                                                                                   |
|      | Grizzlys de Grenoble                | 1      | 2023                                                                                                   |
|      | Lions de Savigny-sur-Orge           | 1      | 1990                                                                                                   |
|      | Nice université club                | 1      | 1978                                                                                                   |
|      | Pharaonnes d'Evry-Courcouronnes     | 1      | 2022                                                                                                   |
|      | Saint Germain en Laye               | 1      | 1977                                                                                                   |

## Organisation

### Format de la compétition
Le 47e Championnat de France de softball féminin à venir en 2024